# Запорожчине
Запоро́жчине — село в Україні, у Хорольській міській громаді Лубенського району Полтавської області. В селі живе всього 67 людей. До 2015 орган місцевого самоврядування — Тарасівська сільська рада.

## Географія
Село Запорожчине знаходиться на березі річки Багачка, вище за течією на відстані 1 км розташоване село Іванці, нижче за течією примикає село Тарасівка. Річка в цьому місці пересихає, на ній зроблена загата.

## Історія
12 червня 2020 року, відповідно до розпорядження Кабінету Міністрів України № 721-р «Про визначення адміністративних центрів та затвердження територій територіальних громад Полтавської області», село увійшло до складу Хорольської міської громади..
19 липня 2020 року, в результаті адміністративно - територіальної реформи та ліквідації Хорольського району, село увійшло до складу новоутвореного Лубенського району.